# ユニバーシティ・カレッジ (スカンディナヴィア)
北欧諸国におけるユニバーシティ・カレッジ（University college）は、独立した高等教育機関であり、第3期の教育（学士及び修士）と第4期の教育（博士）を提供する。
スウェーデン語の「högskola」、ノルウェー語の「høyskole」「høgskole」「høgskule」、デンマーク語の「professionshøjskole」の英訳。英語への直訳、逐語訳は"high school"及び"professional high school"だが、アメリカ合衆国の中等教育機関である「high school」との混同を避けるためにユニバーシティ・カレッジと訳される。